# David Purley
 David Purley  va ser un pilot de curses automobilístiques britànic que va arribar a disputar curses de Fórmula 1.
Va néixer el 26 de gener del 1945 a Bognor Regis, West Sussex, Anglaterra i va morir el 2 de juliol del 1995 a un accident en una exhibició aeronàutica en estavellar-se contra el mar prop de Bognor Regis.

## A la F1
David Purley va debutar a la sisena cursa de la temporada 1973 (la 24a temporada de la història) del campionat del món de la Fórmula 1, disputant el 3 de juny del 1973 el GP de Mònaco al circuit de Montecarlo.
Va participar en un total d'onze curses puntuables pel campionat de la F1, disputades en tres temporades no consecutives (1973-1974 i 1977) aconseguint un novè lloc com a millor classificació en una cursa i no assolí cap punt pel campionat del món de pilots.

## Resultats a la Fórmula 1
| Any  | Equip                    | Xassís | Motor    | 1   | 2   | 3   | 4     | 5       | 6       | 7      | 8      | 9       | 10      | 11     | 12  | 13    | 14  | 15  | 16  | 17  | Posició | Punts |
| ---- | ------------------------ | ------ | -------- | --- | --- | --- | ----- | ------- | ------- | ------ | ------ | ------- | ------- | ------ | --- | ----- | --- | --- | --- | --- | ------- | ----- |
| 1973 | LEC Refrigeration Racing | March  | Cosworth | ARG | BRA | SUD | ESP   | BEL     | MON Ret | SUE    | FRA    | GBR NVS | HOL Ret | ALE 15 | AUT | ITA 9 | CAN | USA |     |     | -       | 0     |
| 1974 | Token Racing             | Token  | Cosworth | ARG | BRA | SUD | ESP   | BEL     | MON     | SUE    | HOL    | FRA     | GBR NVQ | ALE    | AUT | ITA   | CAN | USA |     |     | -       | 0     |
| 1977 | LEC Refrigeration        | LEC    | Cosworth | ARG | BRA | SUD | O.USA | ESP NVQ | MON     | BEL 13 | SUE 14 | FRA Ret | GBR NVQ | ALE    | AUT | HOL   | ITA | USA | CAN | JAP | -       | 0     |

### Resum
| Curses: | Victòries: | Pòdiums: | Poles: | Voltes ràpides: | Punts: |
| ------- | ---------- | -------- | ------ | --------------- | ------ |
| 11      | 0          | 0        | 0      | 0               | 0      |